# Maestros ascendidos
En teosofía, la expresión maestro ascendido, se refiere a seres espiritualmente iluminados quienes en pasadas encarnaciones habrían sido humanos ordinarios, pero que luego de atravesar un proceso de transformación espiritual ―llamado «iniciación» , habrían adquirido un rango y jerarquía más elevado, espiritualmente hablando, junto con la responsabilidad de «dirigir, proteger y ayudar a expandir la luz en el planeta Tierra»

## Historia del concepto
Más tarde fue desarrollada por Helena Roerich (1879-1955) y Manly P. Hall (1901-1990).[cita requerida]
En 1934, el escritor Guy Ballard (1878-1939) acuñó el término «maestro ascendido» en la actividad «Yo soy» en su libro Misterios develados (que Ballard sostenía que le había sido dictado por el maestro ascendido Conde de Saint Germain).

## Definición
Los seguidores de las doctrinas neoerianas creen que la presencia de Dios se individualiza como el concepto «yo soy», que luego encarna en cuerpos sutiles y densos de menor dimensión. Ellos creen que sus enseñanzas han sido dadas a la humanidad por los maestros ascendidos. Afirman que los maestros ascendidos son las personas que han vivido en los cuerpos físicos, adquiriendo sabiduría y el dominio necesario para convertirse en inmortales y libres de los ciclos de la reencarnación y el karma, y han recibido la «ascensión» (la sexta iniciación). Consideran que la ascensión es la unión permanente completa del yo exterior elevado y purificado con su poderoso «yo soy» que la verdadera identidad es la individualización única de Dios que reside en cada persona. Creen que este conocimiento previamente se ha enseñado millones de años solamente dentro de las escuelas mistéricas.
Otras enseñanzas de los maestros ascendidos están contenidas en distintos grupos estadounidenses:
- The White Eagle Lodge (1936).
- The Bridge to Freedom (1951),[6]
- The Summit Lighthouse (1958) de Mark L. Prophet y Elizabeth Clare Prophet (reorganizada en 1975 como la Church Universal and Triumphant),[7]
- The Temple of the Presence (1995),[8]
- The Hearts Center (2002),
- la I AM University (2004),
- The Aquarian Christine Church Universal (2006).[9][10]